# NTIME

Na teoria da complexidade computacional, a classe de complexidade NTIME(f(n)) é o conjunto dos problemas de decisão que podem ser solucionado por uma máquina de Turing não-determinística usando um tempo O(f(n)) e espaço ilimitado.
A classe de complexidade NP pode ser definida em termos de NTIME da seguinte forma:
{\displaystyle {\mbox{NP}}=\bigcup _{k\in \mathbb {N} }{\mbox{NTIME}}(n^{k})}
Similarmente, a classe NEXP é pode ser definida em termos de NTIME da seguinte forma:
{\displaystyle {\mbox{NEXP}}=\bigcup _{k\in \mathbb {N} }{\mbox{NTIME}}(2^{n^{k}})}
O não-determinístico teorema da hierarquia do tempo diz que máquinas não-determinísticas podem solucionar mais problemas assintoticamente em mais tempo.
NTIME também está relacionado com DSPACE da seguinte forma. Para qualquer função de tempo construtível t(n), temos que:
{\displaystyle {\mbox{NTIME}}(t(n))\subseteq {\mbox{DSPACE}}(t(n))}.

## Ligação externa
- Qwiki Stanford (em inglês)